# Lucie Valdhansová
Lucie Valdhansová (* 13. července 1984 Brno) je česká historička umění, kurátorka, popularizátorka architektury, spoluautorka Brněnského architektonického manuálu.

## Život
Narodila se v Brně 13. července 1984. Jejím dědem byl malíř a pedagog Eduard Valdhans (1928–2017).
Po absolvování Klasického gymnázia v Brně mezi lety 1996 a 2004 pokračovala ve studiu teorie a dějiny výtvarných umění na Katedře dějin umění Filozofické fakulty Univerzity Palackého v Olomouci (FF UP, bakalářský program do roku 2007 a navazující magisterský do roku 2009). V diplomové práci se zabývala genezí bádání o Antonu Pilgrimovi, brněnském gotickém staviteli, sochaři a architektovi, který se podílel např. na kostele sv. Jakuba a Staré radnici v Brně či katedrále sv. Štěpána ve Vídni. V oboru teorie a dějin výtvarných umění Valdhansová navázala na téže katedře také doktorským studiem, od roku 2013 kombinovaným. Zatímco na katedře působila jako asistentka, dále rozvíjela svůj výzkumný zájem o Pilgrima. V mezičase stihla absolvovat opakované stipendijní pobyty na Institutu dějin umění Vídeňské univerzity a Ústředním institutu dějin umění v bavorském Mnichově. V letech 2013–2015 externě vyučovala i na Katedře germanistiky FF UP.
Od roku 2009 začala spolupracovat s Domem umění města Brna, pod jehož patronátem spoluvytvořila Brněnský architektonický manuál (BAM), jehož tištěná podoba v roce 2012 získala druhé místo v soutěži Nejkrásnější kniha roku v kategorii Odborná literatura. Stala se také členkou rady Spolku přátel Domu umění města Brna. Na úspěch BAM navázala v dalších letech jako projektová manažerka Brněnských architektonických stezek a spoluautorka rozšíření projektu do Plzně (Plzeňský architektonický manuál) v rámci Evropského hlavního města kultury 2015. Od roku 2016 pak pracovala na přípravě druhého dílu BAM, zahrnujícím období 1945–1989 a vydaném v roce 2021, zatímco již v roce 2018 vyšlo nové vydání dílu prvního, pro něž aktualizovala texty. Po druhém dílu odstartovala také práce na třetím pro období 1900–1918. Po deseti letech věnovaných projektu BAM začala Valdhansová vyučovat popularizaci architektury na Vysokém učení technickém v Brně a podílela se také na projektu Srozumitelná architektura.
V letech 2015–2021 pracovala také jako kurátorka a vedoucí Studijního a dokumentačního centra Vily Tugendhat, přičemž se v příslušném období podílela na výstavách pořádaných Muzeem města Brna ve vile Tugendhat a souvisejících především s architekturou. Mezi ně patřily Lilly Reich představující životní osudy a tvorbu německé návrhářky a architektky či Výstava ohýbaného nábytku firmy TON (2016), výstava k 30letému úsilí architekta Jana Dvořáka o otevření vily Tugendhat jako památky moderní architektury, panelová výstava zobrazující ikony finského designu a architektury u příležitosti 100. výročí nezávislosti země (2017), autorská výstava architekta Zvi Heckra, výstavy k funkcionalistické městské čtvrti Svojdomov v Žilině či návrhům sedacího nábytku designéra Jindřicha Halabaly (2018), výstava ke 110. výročí výrobní firmy kovového nábytku Slezákovy závody v Bystřici pod Hostýnem nebo skic a kreseb Araty Isozakiho ke krakovskému Muzeu japonského umění a techniky Manggha, výstava věnovaná pozapomenutým osudům ženských absolventek Bauhausu (2019), série čtyř výstav představujících fotografie vily Tugendhat (2018-2020) či výstavy RE.STAURATION 2010.2012 a RE.CAPITULATION 1945.1996 přibližující památkovou obnovu vily a badatelskou práci Studijního a dokumentačního centra vily Tugendhat (2020).
Publikačně se podílela kromě projektu BAM také na dalších počinech, jako byly Paneláci. Padesát sídlišť v Českých zemích (2016), Stopy textilních magnátů v Brně: Löw-Beer, Stiassni (2017), několika publikacích o vile Tugendhat nebo na knize Architektura 58–89 nominované na cenu Magnezia Litera jako nakladatelský čin roku 2023.
V roce 2010 spoluzakládala občanské sdružení 4AM – Fórum pro architekturu a média, jež v letech 2011–2012 provozovalo Galerii architektury v Brně a od roku 2016 kulturní prostor Praha v Brně. Začala se pravidelně zapojovat do přípravy programu brněnského Dne architektury ve spolupráci s pražským spolkem Kruh.
Mimoto v roce 2012 spoluzaložila galerie komiksu Šaufenstr ve Vídni a v Brně a nejméně od roku 2015 se organizačně podílela na mezinárodním komiksovém festivalu KOMA.